# Гретна (Луизиана)
Гретна (англ. Gretna) —  город и административный центр прихода Джефферсон в штате Луизиана в Соединённых Штатах Америки.
Согласно проведённой в 2020 году переписи населения США, население города составляло 17 814 человек; это восемнадцатый город штата по числу жителей.

## История
История Гретны может быть прослежена до плантации, основанной Жаном-Шарлем де Праделем в 1750 году, когда он построил здесь первое в районе здание.
Гретна была основана в 1836 году и первоначально называлась Механихем. Пристань и паром в Новый Орлеан на реке Миссисипи, а также пришедшая сюда железная дорога Missouri Pacific Railroad сильно поспособствовали быстрому развитию города.

## География
Гретна расположена на западном берегу реки Миссисипи, к востоку и через реку от центра Нового Орлеана. Она является частью статистической агломерации Новый Орлеан–Метайри–Кеннер.
По данным Бюро переписи населения США, общая площадь города составляет 3,9 квадратных миль (10 км2), из которых 3,5 квадратных миль (9,1 км2) — это суша и 0,4 квадратных мили (1,0 км2) (9,33%) — водная поверхность.